# 都柏林动物园
都柏林动物园（英语：Dublin Zoo）是爱尔兰都柏林凤凰公园的一座动物园，占地28公頃（69英畝）。由德西默斯·伯顿于1830年设计建造，次年开业 。

## 历史

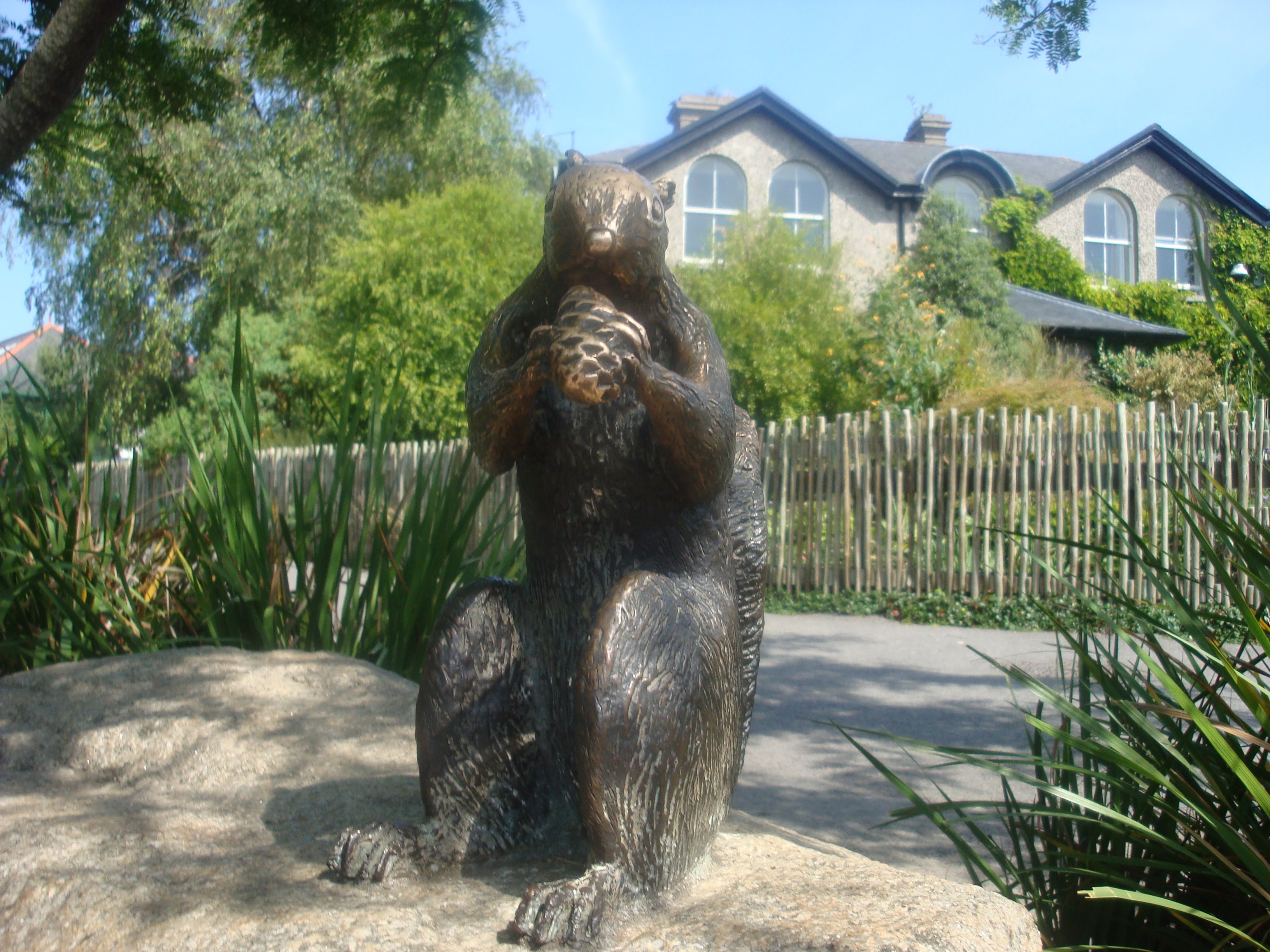
1980年都柏林动物园成立150周年时树立的松鼠雕塑，由帕特里克·希勒里剪彩

1830年5月10日，它和都柏林皇家动物学会一起成立，名为“Zoological Gardens Dublin”，1831年9月1日向公众开放，展出由伦敦动物园捐赠的46只哺乳动物和72只鸟类

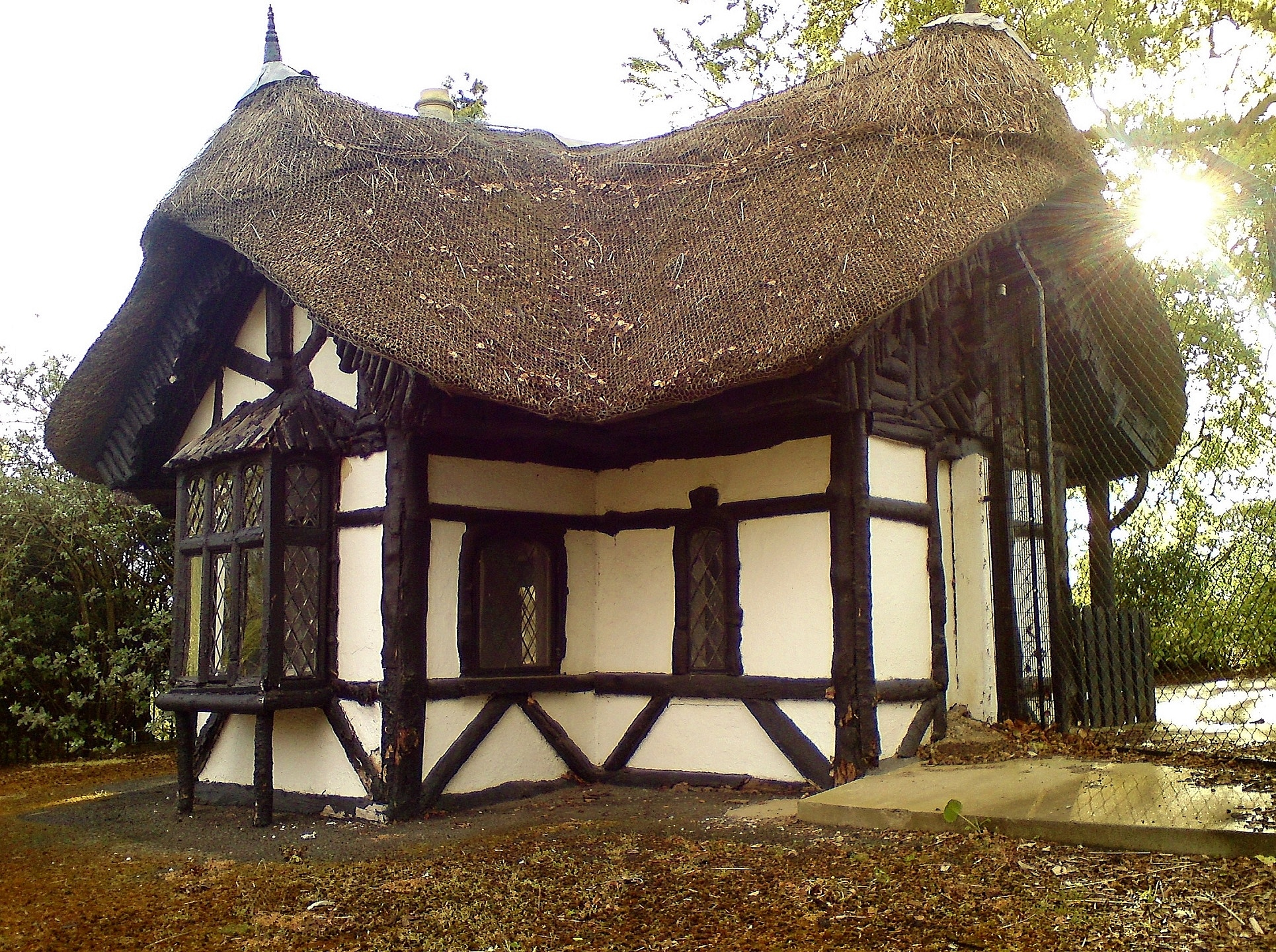
建于1833年的茅草屋。

最初其票价为六便士，这在当时是一笔不小的数目，只有相对富裕的中产阶级才付得起。都柏林动物园决定在周日将票价降至一便士，使得每个都柏林人都能负担得起，因此变得受欢迎起来。
1833年，动物园入口的茅草屋耗资30英镑建成，并保留至今。1838年，为庆祝维多利亚女王加冕，动物园免费开放，有2万人参观，至今仍是动物园单日参观人数最多的一次。